# Leuze (Francja)
Leuze – miejscowość i gmina we Francji, w regionie Hauts-de-France, w departamencie Aisne.
Według danych na styczeń 2014 roku gminę zamieszkiwało 169 osób, a gęstość zaludnienia wynosiła 16,6 osób/km².